# 蔡文琴
蔡文琴（1935年—），女，原籍广东文昌，生于江苏南京，中国组织学与胚胎学家，曾任中国人民解放军第三军医大学教授、博士生导师。